# Јован Ружић
Јован Ружић (Београд, 12. децембар 1898 — Београд, 25. септембар 1973) био је први југословенски фудбалски репрезентативац из Србије и Београда, фудбалски судија и спортски функционер.

## Биографија
Припадао је првој, пионирској генерацији фудбалера који су ударили темеље фудбалу у Србији. Почео је да игра 1911. у београдском Српском мачу, годину дана касније прешао је у Славију, а 1913. био је један од оснивача и првих играча Велике Србије и тада је као 15-годишњак одиграо прву званичну утакмицу.
Пошто је прешао Албанију са српском војском, обрео се у Француској где је као гимназијалац играо у Сент Етјену и Ници, а затим као студент права и у Паризу за Париз (1917−1919). Био је први српски фудбалер који је у Француској заиграо као првотимац (1916), веома популаран и омиљен међу навијачима клубова у којима је играо, а због изузетног снажног ударца штампа га је назвала „топовско ђуле“ " ("Boulet de canon").
У Београд се вратио 1919. и постао члан ФК Југославија из Београда (1919−1924), за коју је одиграо 120 званичних утакмица, игравши на свим местима у тиму, осим на месту голмана. Био је једини фудбалер из Београда и Србије (уз деветорицу Хрвата и Словенца Тавчара) који је 28. августа 1920. против Чехословачке (0:7) на олимпијском турниру у Антверпену, играо на првој званичној међудржавној утакмици ондашње Краљевине Срба, Хрвата и Словенаца. Играо је и на следећој утакмици, четири дана касније, такође у Антверпену, у оквиру „утешног турнира“ против Египта (2:4), постигавши један гол. Одиграо је и пет утакмица за градску селекцију Београда.
Веома одан фудбалу и спорту, био је и добар атлетичар и пропагатор хазене и рукомета, а истакао се и као одличан фудбалски судија (био је међу првима који су положили судијски испит) и од 1921. водио око 950 утакмица. Био је покретач рагби секције при спортском клубу Југославија.
На војничком такмичењу у атлетици у Паризу 1918. био је првак у трци на 100 m., a 1920. Београду у организацији Југословенског олимпијског комитета постигао је две победе у троскоку са 12,49 m (боље од држ. рекорда који није признат) и у скоку удаљ са 5,65 m.
Дипломирао је 1925. на Правном факултету у Београду, а 1957. пензионисан је као виши службеник ЖТП Београд.
Умро је у Београду 1973. у 75 години.